# Хочу з'їсти твою підшлункову (фільм)
«Хочу з'їсти твою підшлункову» (яп. 君の膵臓をたべたい, Kimi no Suizō o Tabetai) — японський анімований фільм-драма, що вийшов у 2018 році, базується на однойменному романі, написаному Суміно Йору. Зроблений студією Studio VOLN, за дистрибуцію відповідали Aniplex; сценаристом і режисером був Ушіджіма Шін'ічіро, ролі виконували Такасуґі Махіро, Lynn, Фуджії Юкійо, Учіда Юма, Фукушіма Джюн, Танака Ацуко, Мікі Шін'ічіро та Вакуй Емі. За сюжетом фільму, неназваний старшокласник стає другом однокласниці Ямаучі Сакури, котра хворіє невиліковною хворобою підшлункової залози.
Адаптація роману в аніме-фільм була анонсована у серпні 2017 року. Персонал, що працював над фільмом, було показано в березні 2018 року; Було вказано, що Такасуґі та Lynn грали ролі старшокласника та Сакури відповідно. Решта сейю було показано в червні, липні та серпні 2018 року.
Прем'єрний показ «Хочу з'їсти твою підшлункову» відбувся у Токіо 24 липня 2018 року, у Японії фільм вийшов 1 вересня того ж року. Фільм зібрав понад 6 мільйонів доларів США по всьому світу за час прокату, отримав схвальні відгуки від критиків, яким сподобався сюжет, посил, анімація, сценарій. Фільм здобув кілька номінацій на кінофестивалях, зокрема у Сіджасі та Шотландії.

## Сюжет
Неназваний старшокласник натрапляє на книгу в лікарняній приймальні. Незабаром він дізнається, що це щоденник його дуже популярної однокласниці Сакури Ямаучі, яка розповідає йому, що таємно страждає на смертельну хворобу підшлункової залози. Попри це, Сакура має намір продовжувати нормальне шкільне життя і тому приваблює його своєю відносно незворушною реакцією на її стан. Вони починають проводити час разом і стають друзями.
Під час шкільних канікул Сакура запрошує його поїхати потягом до Фукуоки, де вони грають у гру «правда чи бажання» і врешті-решт опиняються в одному ліжку в готельному номері. Згодом друзі та однокласники Сакури починають підозрювати та обурюватися його несподіваною близькістю з нею. Вони починають разом виконувати завдання зі списку бажань Сакури, аж поки її раптово не госпіталізують. Під час госпіталізації вони разом вислизають, щоб подивитися на феєрверк. Коли її виписують, Сакура запрошує його на обід, але не з'являється на місці зустрічі. Пізніше того ж вечора він дізнається з новин, що Сакура померла від ножового поранення. Він зривається і не приходить на її похорон.
Пізніше він відвідує матір Сакури та просить її щоденник. Мати впізнає його і розповідає, що Сакура залишила в щоденнику повідомлення для нього. У ньому вона просить його зберегти щоденник і дати прочитати його її найкращій подрузі Кьоко, оскільки та не знала про її хворобу. Прочитавши послання, він одразу ж розплакався, бо ніколи раніше не відчував стільки горя через одну людину. Перед від'їздом мати Сакури дізнається, що його звуть Харукі Шіґа, і пояснює, як його ім'я, що означає «весняні дерева», пов'язане з ім'ям її доньки, яке означає «цвітіння сакури». Харукі зустрічає Кьоко, яка заперечує, що Сакура коли-небудь брехала їй, але після прочитання щоденника тікає. Харукі біжить за нею і просить бути його другом. У сцені після титрів Харукі та Кьоко, які тепер стали друзями, відвідують могилу Сакури рік потому.

## Ролі озвучували
| Персонаж               | Сейю            |
| ---------------------- | --------------- |
| «Я» / Шіґа Харукі      | Такасуґі Махіро |
| Ямаучі Сакура          | Lynn            |
| Кьоко                  | Фуджії Юкійо    |
| Такахіро               | Учіда Юма       |
| Хлопець з жуйкою       | Фукушіма Джюн   |
| Мати головного героя   | Танака Ацуко    |
| Батько головного героя | Мікі Шін'ічіро  |
| Мати Сакури            | Вакуй Емі       |
| Поліціянт 1            | Катаока Кента   |
| Поліціянт 2            | Арай Томоюкі    |
| Офісний працівник      | Оґава Такаюкі   |

## Виробництво
У серпні 2017 року було анонсовано адаптацію роману Йору Суміно «Хочу з'їсти твою підшлункову» в аніме-фільм. У березні 2018 року студія, що працювала над фільмом, Studio VOLN, оголосила, що режисером та сценаристом був Ушіджіма Шін'ічіро, режисером анімації та дизайнером персонажів — Ока Юїчі, кінооператоркою — Койке Маюко, монтаж робив Джінґуджі Юмі. Для Ушіджіми це був перший фільм у жанрі драми про дорослішання. Також було оголошено, що роль безіменного головного героя, вказаного в титрах, як "Я" (яп. 僕, Boku), та роль Ямаучі Сакури гратимуть Такасуґі Махіро та Lynn відповідно. Це була перша роль в озвучуванні для Такасуґі. У червні 2018 року було також оголошено, що ролі Кьоко, Такахіро, хлопця з жуйкою, матері й батька головного героя гратимуть: Юкійо Фуджії, Учіда Юма, Фукушіма Джюн, Танака Ацуко та Мікі Шін'ічіро. У липні 2018 року було оголошено, що роль матері Сакури гратиме Вакуй Емі. У серпні 2018 року, режисер 3D-ефектів, Кіші Коремі заявив, що команда, що працювала над фільмом, доклала чимало зусиль до анімації трамваїв та автомотрис, бо вони є «важливими частинами світогляду (фільму)». Попри значне використання 3D у композиціях та рухомих фонах, команда також намагалась уникати надмірного використання ефектів, «аби технологія виділялась, та при цьому природно вписувалась у екран». У той же місяць було оголошено, що чотири члени групи Sumika також брали участь в озвучці персонажів, але їхні ролі не було розкрито. Акторів англійського дублювання оголосили Aniplex of America у листопаді 2018 року.

## Музика
У березні 2018 року було заявлено, що композитором для фільму «Хочу з'їсти твою підшлункову» буде Себу Хіроко. Це був перший фільм, в якому Себу була композитором. Вона використовувала техніку піцикато, аби створити звуки, завдяки яким «(Сакура) виглядала би мило… на основі [її] рухів та руху її волосся». У травні 2018 року стало відомо, що Sumika виконають вступну тему та вставну пісню в фільмі, та що вступною піснею буде "Fanfare" (яп. ファンファーレ). Завершальна тема отримала назву "The Four Seasons" (яп. 春夏秋冬, Shunkashūtō), про що стало відомо в липні 2018 року. Дві тематичні пісні та оригінальний саундтрек разом із піснею "Secret" (яп. 秘密, Himitsu) у тому вигляді, в якому вона була у фільмі, були випущені в Японії 29 серпня 2018 року.
| Офіційний саундтрек «Хочу з'їсти твою підшлункову» | Офіційний саундтрек «Хочу з'їсти твою підшлункову» | Офіційний саундтрек «Хочу з'їсти твою підшлункову» |
| #                                                  | Назва                                              | Тривалість                                         |
| -------------------------------------------------- | -------------------------------------------------- | -------------------------------------------------- |
| 1.                                                 | «Prologue»                                         | 1:13                                               |
| 2.                                                 | «Slope»                                            | 1:24                                               |
| 3.                                                 | «[Classmate Who Knows the Secret]»                 | 3:37                                               |
| 4.                                                 | «She Tries to Be a Party»                          | 1:31                                               |
| 5.                                                 | «Paradise»                                         | 1:51                                               |
| 6.                                                 | «Words That I Used Casually»                       | 2:11                                               |
| 7.                                                 | «Rather than Travel»                               | 0:56                                               |
| 8.                                                 | «First Landing!»                                   | 0:55                                               |
| 9.                                                 | «We're in a Room Together»                         | 0:44                                               |
| 10.                                                | ««Truth or Dare?»»                                 | 0:55                                               |
| 11.                                                | «This Is Reality»                                  | 1:20                                               |
| 12.                                                | «Honshin»                                          | 0:43                                               |
| 13.                                                | «Punishment for Yourself»                          | 1:49                                               |
| 14.                                                | «It's Not a Coincidence»                           | 2:49                                               |
| 15.                                                | «What I Want to Do»                                | 0:54                                               |
| 16.                                                | «True Feelings»                                    | 1:58                                               |
| 17.                                                | «I Want to Eat Your Pancreas»                      | 2:25                                               |
| 18.                                                | «I Broke My Promise»                               | 1:06                                               |
| 19.                                                | «The Tenth Morning»                                | 0:58                                               |
| 20.                                                | «Disease Coexistence Journal»                      | 3:21                                               |
| 21.                                                | «Someone, Not Me»                                  | 7:33                                               |
| 22.                                                | «Cherry Blossoms and Spring»                       | 1:14                                               |
| 23.                                                | «Truth»                                            | 1:47                                               |
| 24.                                                | ««Let's Be Happy»»                                 | 2:09                                               |
| 25.                                                | «I Want to Eat Your Pancreas -Main Theme-»         | 2:39                                               |
| 26.                                                | «Secret (movie ver.)»                              | 2:27                                               |
| 50:29                                              |                                                    |                                                    |

## Маркетинг
У серпні 2017 року було опубліковано перший спеціальний інформаційний трейлер та візуальний ряд фільму «Хочу з'їсти твою підшлункову». У січні 2018 року фільм отримав другий візуальний ряд, а також слоган, який звучить так: «Відстань між двома людьми досі не має назви». Другий і третій спеціальні інформаційні трейлери до фільму вийшли у березні та травні 2018 року відповідно. Третій візуальний ряд до фільму був опублікований у червні 2018 року, та четвертий, основний — вже наступного місяця. У серпні 2018 року було оголошено, що ті, хто придбають квиток на фільм у Японії отримають сиквел до роману, Батьку та декому з моїх спогадів (яп. 父と追憶の誰かに, Chichi to Tsuioku no Dareka ni). Офіційний путівник до фільму вийшов у Японії 12 жовтня 2018 року.
Спонсорами-партнерами фільму були: Nakabayashi, префектура Тояма, туристична агенція H.I.S. Chūbu, Uniqlo, раменний ресторан Hakata Ikkousha, магазин Sweets Paradise, Cerezo Osaka, та бренд одягу Respect for Geeks (R4G).

## Розповсюдження

### У кіно
Перший показ фільму відбувся в кінотеатрі Zepp DiverCity у Токіо, 24 липня 2018. Також проводились покази у Toho Cinemas Takaoka у Такаоці 21 серпня 2018 року та у United Cinemas Toyosu в Токіо, 22 серпня. фільм було показано на Сеульському міжнародному фестивалі мультфільмів та анімації у Південній Кореї 23 серпня 2018. Фільм було випущено по всій Японії 1 вересня 2018. Прем'єра в Австралії відбулася на фестивалі Madman Anime Festival в Мельбурні 15–16 вересня 2018 року, по всій країні фільм вийшов 18 жовтня. Прем'єра у Великобританії відбулась на фестивалі Scotland Loves Anime у Глазго 14 жовтня 2018. У США прем'єра відбулась на фестивалі Animation Is Film Festival у Лос-Анджелесі 21 жовтня 2018, після чого фільм було показано у 400 кінотеатрах країни 7 та 10 лютого 2019 року компаніями Aniplex of America та Fathom Events.

### Домашні релізи
«Хочу з'їсти твою підшлункову» вийшов на Blu-ray та DVD у Японії 3 квітня 2019 року. Фільм показувався по NHK E 2 травня 2020 року, та по Nippon TV 23 липня 2021 року.
Aniplex of America випустив фільм на Blu-ray у Сполучених Штатах 29 жовтня 2019 року. Madman Entertainment випустили фільм на Blu-ray та DVD у Австралії та Новій Зеландії 22 січня 2020, а Manga Entertainment випустили на Blu-ray та DVD у Сполученому Королівстві 24 лютого.

## Сприйняття

### Касовість
Фільм зібрав $1,992,335 у Японії та 4,2 мільйона доларів США в інших країнах, усього — 6,2 мільйона доларів. Фільм зібрав 107 мільйонів єн ($968,991) у перші вихідні, та зайняв десяте місце в японському прокаті.

### Відгуки критиків
У агрегаторі рецензій Rotten Tomatoes фільм має рейтинг 93 % та середню оцінку 7.2/10 на основі 14 рецензій. Автор роману «Хочу з'їсти твою підшлункову» Суміно Йору дав «змішану рецензію» на адаптацію, ствердивши, що «є хороші моменти, але, відверто кажучи, є й незадовільні».
Рафаель Мотамайор дав фільму оцінку «A−» у Collider, за його враженнями фільм «може виглядати як традиційна романтична драма про героя, що вмирає, але це щире свято життя і дружби з чітким сценарієм та послідовними персонажами», він порівняв фільм із «Винні зірки» (2014) та «Форма голосу» (2016). Джеймс Перкінс написав у Starburst що фільм був «спустошливо красивим — це романтична драма, яка залишить вас розбитими і змусить вас плакати до сліз своїм фіналом з гідним зображенням того, як справлятися з втратами, приймати їх і знаходити диво у світі протягом того короткого часу, що ми живемо на цій планеті». Він похвалив фільм за його «потужний посил, піднесену анімацію, сценарій та глибоку зосередженість на розвитку персонажів». Алекс Осборн у відгуку для IGN Southeast Asia дав фільму 8 з 10, та описав його, як «красиве і зворушливе дослідження того, що означає по-справжньому жити». Осборн високо оцінив режисуру та ідею фільму, зазначивши, що вона «не є якоюсь новою, але сила основних стосунків і задовільне завершення роблять фільм незабутньою історією з потужним меседжем».
Кім Морріссі з Anime News Network дав фільму оцінку «B−», та написав, що «не є… поганою адаптацією. Це цілком добрий фільм сам по собі, і я не маю наміру порівнювати його переваги з ігровою версією. Однак (фільм) має деякі помітні недоліки як анімаційний фільм». Морріссі розкритикував невідповідність анімації персонажів сценарію та озвученню, а також надмірне використання фільтрів, через що «важко зрозуміти, що відбувається в цих сценах, оскільки персонажі повністю затьмарені ефектами». Однак він похвалив фільм за «незмінно чудову озвучку, хорошу анімацію персонажів і тонкий сценарій». Метт Шлі дав фільму 2 зірок з 5 у відгуку для The Japan Times, та написав «фільм змусить вас або сопіти, або бажати, щоб зомбі все ж таки з'явилися». Шлі критикував темп як схожий на «епізодичну структуру, що більше підходить для телебачення», діалоги, розповідь і «розбухаючу» музику.

### Нагороди
«Хочу з'їсти твою підшлункову» було номіновано в категорії «Найкращий анімований фільм» на кінофестивалі у Сіджасі у вересні 2018 року. Фільм виграв нагороду «Вибір глядачів» та номінувався на «Вибір журі» на кінофестивалі Scotland Loves Anime у жовтні 2018 року.